# Facetas triangulares

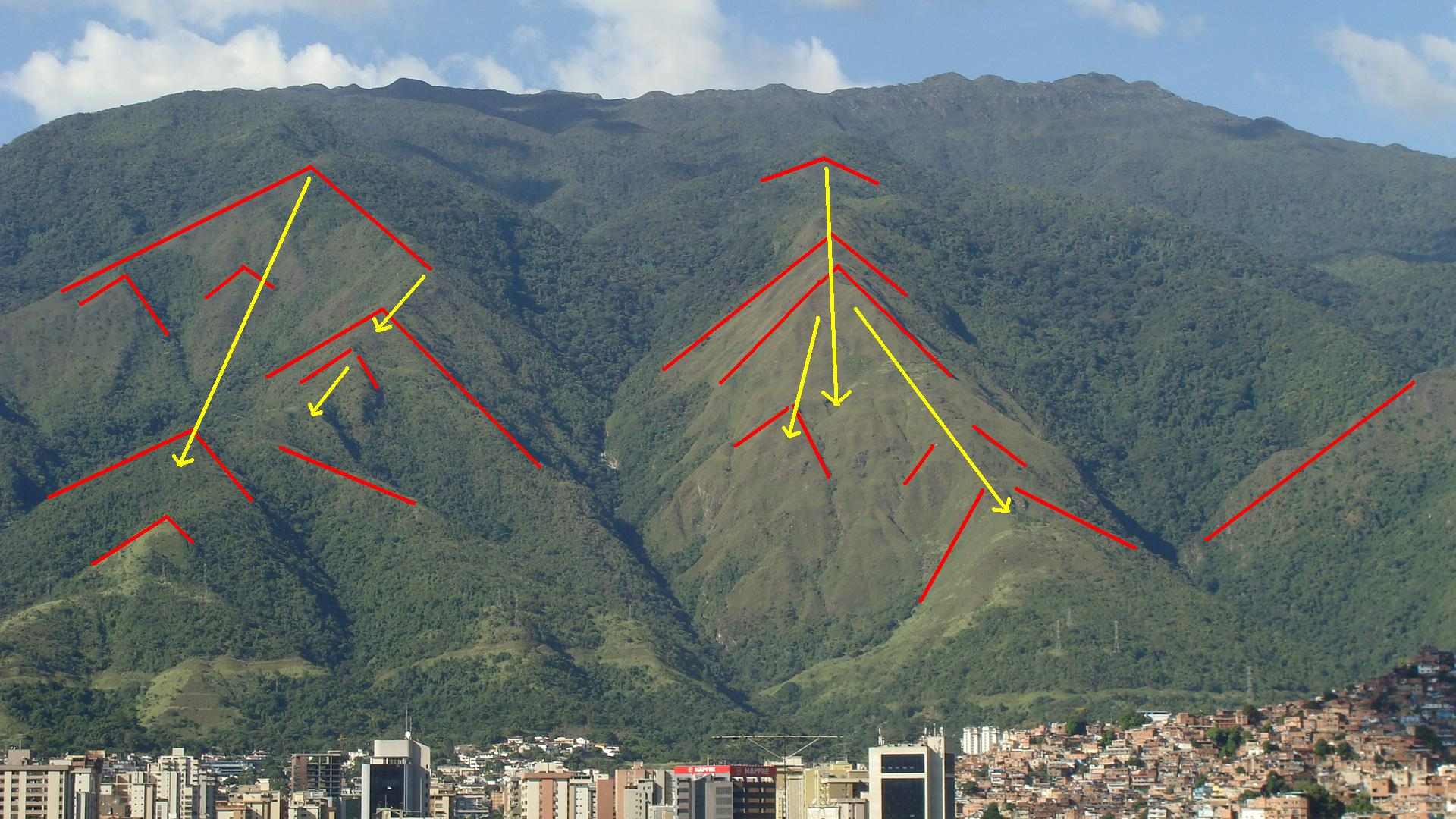
Facetas triangulares en las laderas suroccidentales de la Serranía del Ávila, en el valle de Caracas (puede verse el pico de Naiguatá a la derecha).

Se denominan facetas triangulares a un fenómeno geológico (y también geomorfológico) producido por una línea de fallas paralela a una cordillera y cuyo espejo o plano de falla, de forma triangular, corta nítidamente a los espolones o filas montañosas que se desprenden en forma perpendicular al eje de dicha cordillera .

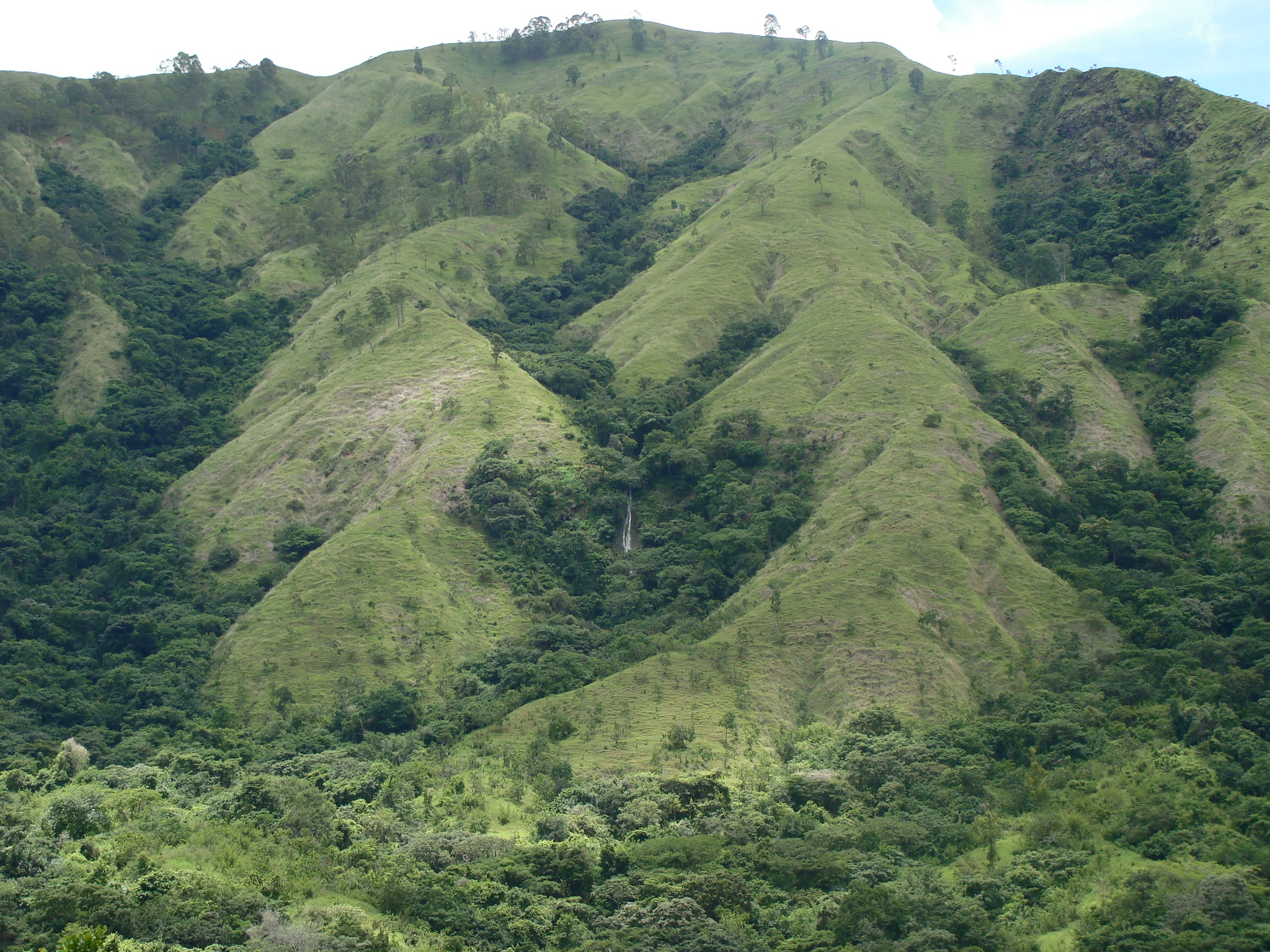
En este pequeño valle de la Serranía del Interior en Venezuela pueden verse varias facetas triangulares cortadas por sendas fallas. El pequeño salto de agua muestra que la falla ha dado origen a un descenso relativo del relieve en un primer plano de la imagen, ya que el corte se ve, no solo en las facetas triangulares, sino en el fondo del valle donde está dicho salto. Se señala que es un descenso relativo porque lo más frecuente es que la causa principal haya sido el levantamiento de la cordillera

## Origen y características
Las facetas triangulares constituyen una de las formas menores del relieve terrestre que separan y sirven para delimitar las zonas de levantamiento orogénico (cordilleras más o menos recientes) de las de hundimiento (depresiones o valles de subsidencia) y que casi siempre se encuentran intercaladas entre sí.
Están relacionadas con la ubicación de manantiales, cascadas y fuentes termales (al cortar el curso de las aguas subterránes) y, en algunos casos, con la formación de un drenaje en bayoneta de los ríos.
En realidad, la idea que transmite el gráfico de la imagen del relieve al norte de Caracas, debería matizarse porque, más que un descenso del relieve al pie de la montaña (como parecen indicar las flechas amarillas), lo que predominó en este caso (y en muchos otros casos semejantes) fue el levantamiento de la cordillera. Es por ello que las facetas triangulares se han quedado como adheridas a la ladera y no se continúan más abajo. Pero en realidad, el proceso geológico de hundimiento o levantamiento del relieve es mucho más complejo de lo que aquí se ha indicado.

## Otros ejemplos
- Serranía del Interior, también en Venezuela.